# Маркьори, Туллио
Туллио Маркьори (итал. Tullio Marchiori, род. 17 августа 1942, Рим) — итальянский хоккеист (хоккей на траве), нападающий. Участник летних Олимпийских игр 1960 года.

## Биография
Туллио Маркьори родился 17 августа 1942 года в Риме.
Играл в хоккей на траве за «Конвитто Национале Рома» из Рима.
В 1960 году вошёл в состав сборной Италии по хоккею на траве на Олимпийских играх в Риме, занявшей 13-е место. Играл на позиции защитника, провёл 3 матча, забил 1 мяч в ворота сборной Японии.
В 1963 году завоевал бронзовую медаль хоккейного турнира Средиземноморских игр в Неаполе.